# Georges Speicher
Georges Speicher (Parigi, 8 giugno 1907 – Maisons-Laffitte, 24 gennaio 1978) è stato un ciclista su strada francese.
Professionista dal 1930 al 1943, vinse il Tour de France 1933, il titolo mondiale in linea sempre nel 1933 e la Parigi-Roubaix 1936.

## Carriera
Appassionato di tecnica, cambiò il sistema di frenaggio nella sua bici, non più solo con il freno anteriore, come si usava in quei tempi, ma con il doppio pattino davanti e dietro che equilibrava la frenata e permetteva una guida molto più disinvolta e allo stesso tempo sicura. Passò professionista nel 1930, gareggiando con Thomann e Alcyon.
Fu il primo a centrare l'accoppiata Tour de France e mondiale nello stesso anno, il 1933. In stagione, dopo aver vinto una tappa alla Parigi-Nizza e chiuso al quinto posto della corsa, vinse tre frazioni al Tour de France, vestendo di giallo dopo la terza vittoria, nella dodicesima tappa a Marsiglia. Superati indenni i Pirenei, il 23 luglio poté festeggiare il successo finale nella corsa dopo 4395 km e oltre 147 ore di gara. Tre settimane dopo, il 14 agosto a Montlhéry, si impose in solitaria nella prova mondiale dei Professionisti, precedendo al traguardo di oltre 5 minuti il connazionale Antonin Magne, secondo classificato.
Nel 1934 al Tour de France vinse cinque tappe, ma, pur essendo uno dei favoriti per il successo finale, dovette accontentarsi dell'undicesima piazza generale finale. Nel 1935 divenne campione nazionale nella prova svoltasi ancora a Montlhéry; in stagione vinse anche una cronometro al Tour de France, corsa in cui chiuse sesto. Nel 1936 vinse la Parigi-Roubaix precedendo in volata a tre i due belgi Romain Maes e Gaston Rebry. Fu nuovamente campione nazionale anche nel 1937 e nel 1939 (anno in cui passò a correre con Mercier).
Concluse la carriera professionistica nel 1943.

## Palmarès
- 1931

1ª tappa Criterium des Aiglons (Parigi > Bourges)
Classifica generale Criterium des Aiglons
1ª tappa Circuit de l'Ouest
2ª tappa Circuit de l'Ouest
5ª tappa Circuit de l'Ouest
7ª tappa Circuit de l'Ouest
- 1932

Grand Prix Grillon du Foyer
3ª tappa Grand Prix Wolber
6ª tappa Circuit de l'Ouest
7ª tappa Circuit de l'Ouest
- 1933

Classifica generale Tour du Vaucluse
4ª tappa Parigi-Nizza (Avignone > Marsiglia)
2ª tappa Circuit de Morbihan
8ª tappa Tour de France (Grenoble > Gap)
9ª tappa Tour de France (Gap › Digne)
12ª tappa Tour de France (Cannes > Marsiglia)
Classifica generale Tour de France
Campionati del mondo, Prova in linea
- 1934

1ª tappa Tour de France (Parigi > Lilla)
5ª tappa Tour de France (Belfort > Évian-les-Bains)
6ª tappa Tour de France (Évian-les-Bains > Aix-les-Bains)
13ª tappa Tour de France (Marsiglia > Montpellier)
20ª tappa Tour de France (Bordeaux > La Rochelle)
- 1935

Paris-Angers
6ª tappa Parigi-Nizza (Cannes > Nizza)
Paris-Rennes
Campionati francesi, Prova in linea
13ª tappa, 2ª semitappa Tour de France (Nîmes > Montpellier, cronometro)
- 1936

Grand Prix de l'Echo d'Alger
Parigi-Roubaix
- 1937

Campionati francesi, Prova in linea
- 1939

6ª tappa Tour du Sud-Ouest
Campionati francesi, Prova in linea
3ª tappa Tour de l'Ouest (Le Mans > La Roche-sur-Yon)

### Altri successi
- 1933

Critérium di Lione

## Piazzamenti

### Grandi Giri
- Tour de France

1932: 10º
1933: vincitore
1934: 11º
1935: 6º
1936: ritirato (7ª tappa)
1937: non partito (7ª tappa)
1938: eliminato (8ª tappa)

### Classiche monumento
- Parigi-Roubaix

1936: vincitore
1937: 10º
1939: 15º

### Competizioni mondiali
- Campionati del mondo

Montlhéry 1933 - In linea: vincitore
Floreffe 1935 - In linea: ritirato
Berna 1936 - In linea: ritirato
Copenaghen 1937 - In linea: 5º

## Riconoscimenti
- Inserito tra le Gloires du sport